# Vzpřimovače trupu
Vzpřimovače trupu jsou svaly, které srovnávají a točí zády.

## Struktura
Vzpřimovače trupu se dělí na tři skupiny svalů – laterální musculus iliocostalis, mediální musculus longissimus a vnitřní musculus spinalis. Vedou od trnových bederních obratlů, kosti křížové a dorzální části spina iliaca. Napřimují páteř (extenze) a při jednostranné kontrakci ji uklánějí na příslušnou stranu. V horní části páteře se podílejí rovněž na pohybech hlavy.